# Kreuzeck (Alpes d'Allgäu)
Pour les articles homonymes, voir Kreuzeck.
Le Kreuzeck (ou Kreuzegg) est une montagne culminant à 2 376 m d'altitude dans les Alpes d'Allgäu. Il fait partie de l'ensemble de pentes herbues dominé par le Rauheck. Avec le Kegelkopf, il sépare le Dietersbachtal (de) en Allemagne et le Traufbachtal (de) en Autriche. Le sentier entre le Kemptner Hütte et le Prinz-Luitpold-Haus passe par le Kreuzeck.